# مدیاش
شهر مدیا (به رومانیایی: Mediaş) در شهرستان سیبیو در کشور رومانی واقع شده‌است. جمعیت این شهر ۵۵٬۲۰۳ نفر  است.